# Varicorhinus werneri
Varicorhinus werneri és una espècie de peix cipriniforme de la família dels ciprínids.

## Morfologia
Els mascles poden assolir els 10 cm de longitud total.

## Distribució geogràfica
Es troba a Río Muni i als rius del sud del Camerun.